# Laxtjärnen (Ockelbo socken, Gästrikland, 676637-153193)
Laxtjärnen är en sjö i Ockelbo kommun i Gästrikland och ingår i Testeboåns huvudavrinningsområde.